# Mammuthus lamarmorai
Mammuthus lamarmorai ist ein Vertreter der Gattung der Mammute (Mammuthus), der endemisch im späten Mittel- und im Jungpleistozän von vor rund 450.000 bis möglicherweise 40.000 Jahren auf der Insel Sardinien lebte. Er erreichte eine Schulterhöhe von lediglich 1,4 m und wog etwa 750 kg. Überwiegend wurde dieses Zwergmammut bisher in feinkörnigen Ablagerungen im Westteil der Insel gefunden.

## Merkmale

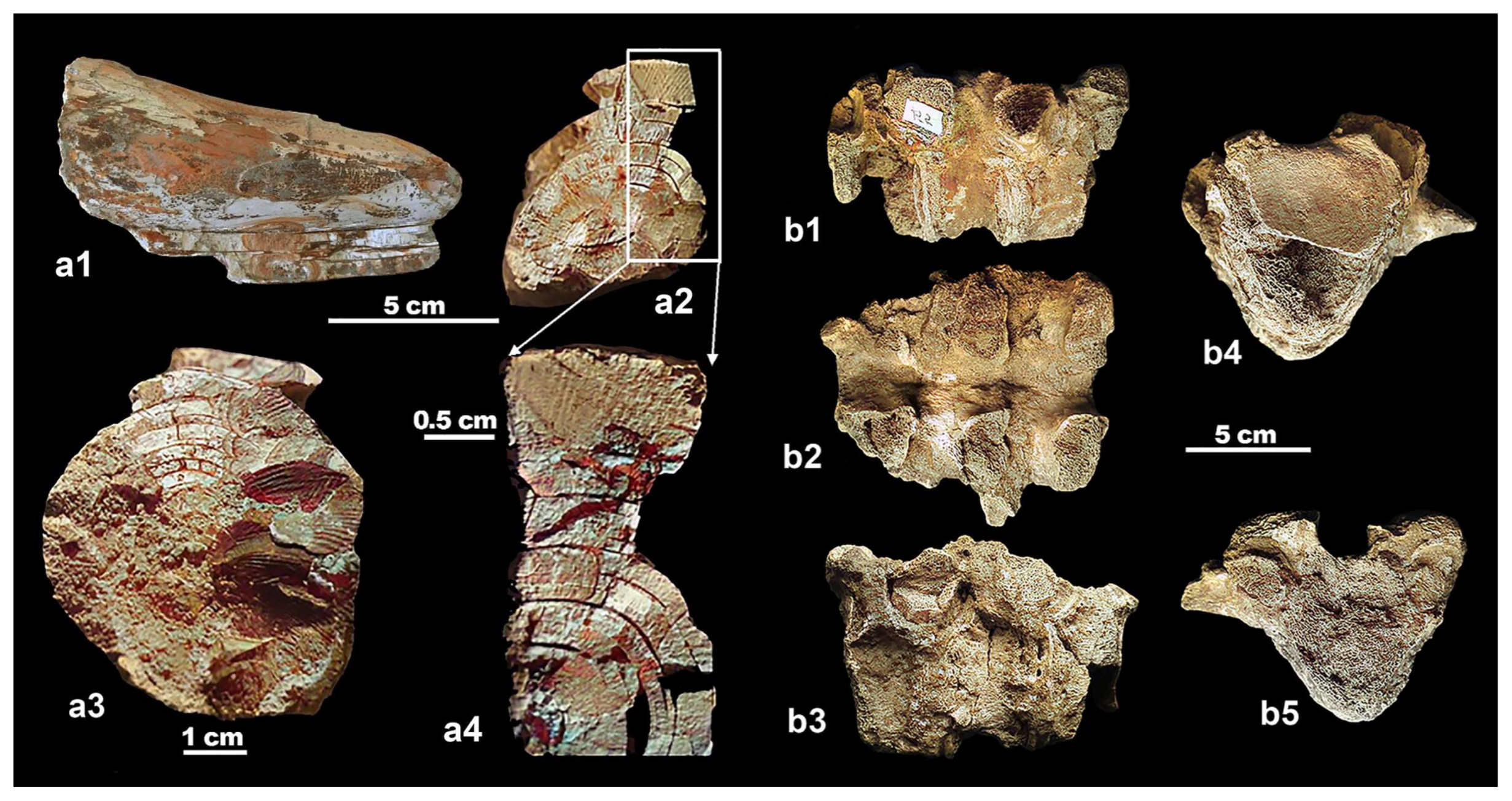
Stoßzahn- und Wirbelfragment von Mammuthus lamarmorai

Von Mammuthus lamarmorai liegen mehrere Fossilreste vor, die sowohl Schädel- und Zahnfunde als auch Reste des Körperskelettes umfassen; allerdings ist bisher kein vollständiges Skelett bekannt. Es handelt sich um eine verzwergte Form der Mammute. Von den wenigen bekannten Molaren stellt nur einer einen hintersten Zahn dar. Er ist 13 cm lang und 6,9 cm breit und besitzt mindestens elf Schmelzfalten auf der Kauoberfläche. Ein Oberarmknochen erreicht eine Länge von 46 cm. Die wenigen aufgefundenen Stoßzahnfragmente zeigen einen nur kleinen Durchmesser von maximal 3,5 cm. Die Länge des Oberschenkelknochens lässt auf eine Schulterhöhe von 1,4 bis 1,5 m schließen. Das Gewicht dieses Zwergmammuts dürfte verschiedenen Berechnungsmethoden zufolge zwischen 750 und 950 kg gelegen haben. Die nur geringe Größe von Mammuthus lamarmorai geht auf eine Inselverzwergung zurück, die eintrat, als die ursprünglich großwüchsigen Vorfahren Sardinien erreichten und aufgrund eines geringeren Nahrungsangebotes und fehlender potentieller Fressfeinde ihre Körpergröße reduzierten.

## Funde

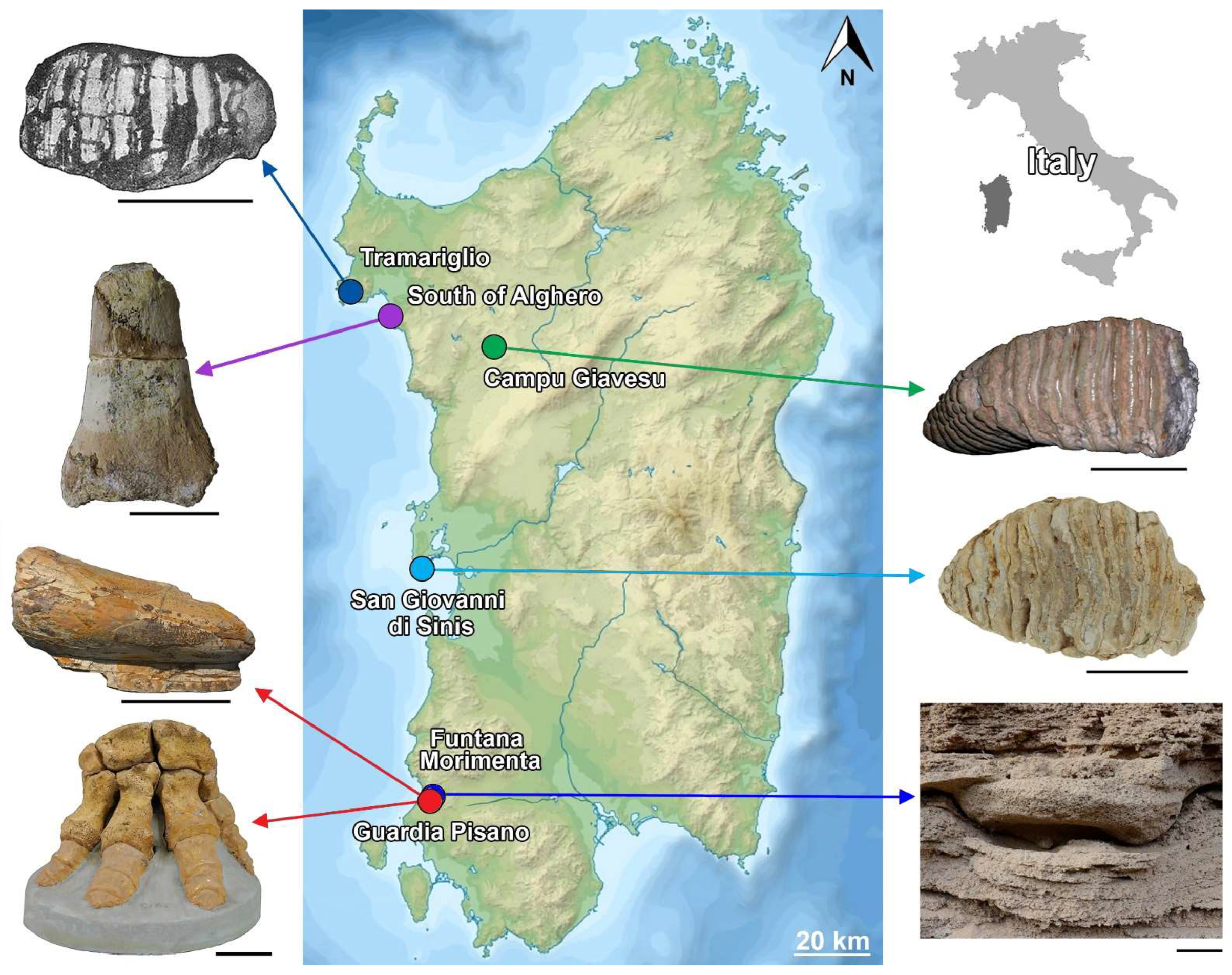
Verbreitung der Fossilfunde von Mammuthus lamarmorai auf Sardinien

Die meisten Funde von Mammuthus lamarmorai wurden an der Westküste bzw. im westlichen Inselteil Sardiniens entdeckt und umfassen überwiegend Einzelfunde, aber auch zusammengehörige Skelettelemente. Die bedeutendsten Fossilien stammen aus Funtana Morimenta, einem Steinbruch südsüdwestlich von Gonnesa im Tal des Rio Morimenta, wo sie bereits Ende des 19. Jahrhunderts entdeckt worden waren. Diese Fossilien lagerten in der Funtana-Morimenta-Formation, einer aus äolischen Sedimentgesteinen aufgebauten Formation, die sich unterhalb einer von Konglomeraten dominierten Gesteinseinheit (Thyrrenisches Konglomerat) befindet. Diese Gesteinsbildung ist weitläufig über die Westküste Sardiniens verbreitet und wird allgemein der letzten Warmzeit zugeschrieben, die im nordalpinen Bereich die Bezeichnung Eem-Warmzeit (vor 126.000 bis 115.000 Jahren) trägt. Die Funde umfassen vor allem Elemente der Wirbelsäule und des Bewegungsapparates, so unter anderem einen vollständigen Fuß, eine nahezu vollständige Hand, Oberarmknochen und Speiche, aber auch Überreste von Stoßzähnen. Alle Funde gehören höchstwahrscheinlich zu einem einzigen Individuum. Weitere Funde sind aus San Giovanni di Sinis nahe Oristano bekannt, wo ein Backenzahn in ebenfalls vor der Eem-Warmzeit abgelagerten Sedimenten gefunden wurde, ebenso wie ein weiterer Molar aus Campu Giavesu bei Sassari, der allerdings deutlich größer ist. Funde aus dem Jungpleistozän, die mehrere Zähne umfassen, sind vor allem aus Tramariglio in der Nähe der Stadt Alghero bekannt und kamen ebenfalls aus durch Wind abgelagerten Sedimenten, allerdings oberhalb des Thyrrenischen Konglomerats zu Tage. Aus der gleichen Region wurde auch ein unteres Schienbeinfragment berichtet, das in sandigen Küstenablagerungen eingebettet war. Deren Alter wird mit rund 57.000 bis 29.000 Jahren vor heute angenommen.
Im Februar 2020 wurde in Alghero der Abdruck eines Stoßzahns dokumentiert. Aufgrund der Größe des Fundes und seiner Herkunft von Sardinien ist eine Zuordnung zu Mammuthus lamarmorai naheliegend, allerdings nicht zweifelsfrei belegbar. Des Weiteren wurden Trittsiegel eines kleinen Rüsseltiers in einem Sandsteinkliff bei Gonnesa im Südwesten der Insel entdeckt. Die Spuren weisen Durchmesser von 17 bis 21 cm auf. Die auf diesen Befunden beruhende Spurengattung Proboscipeda panfamilia könnte identisch mit dem sardischen Zwergmammut sein.

## Systematik

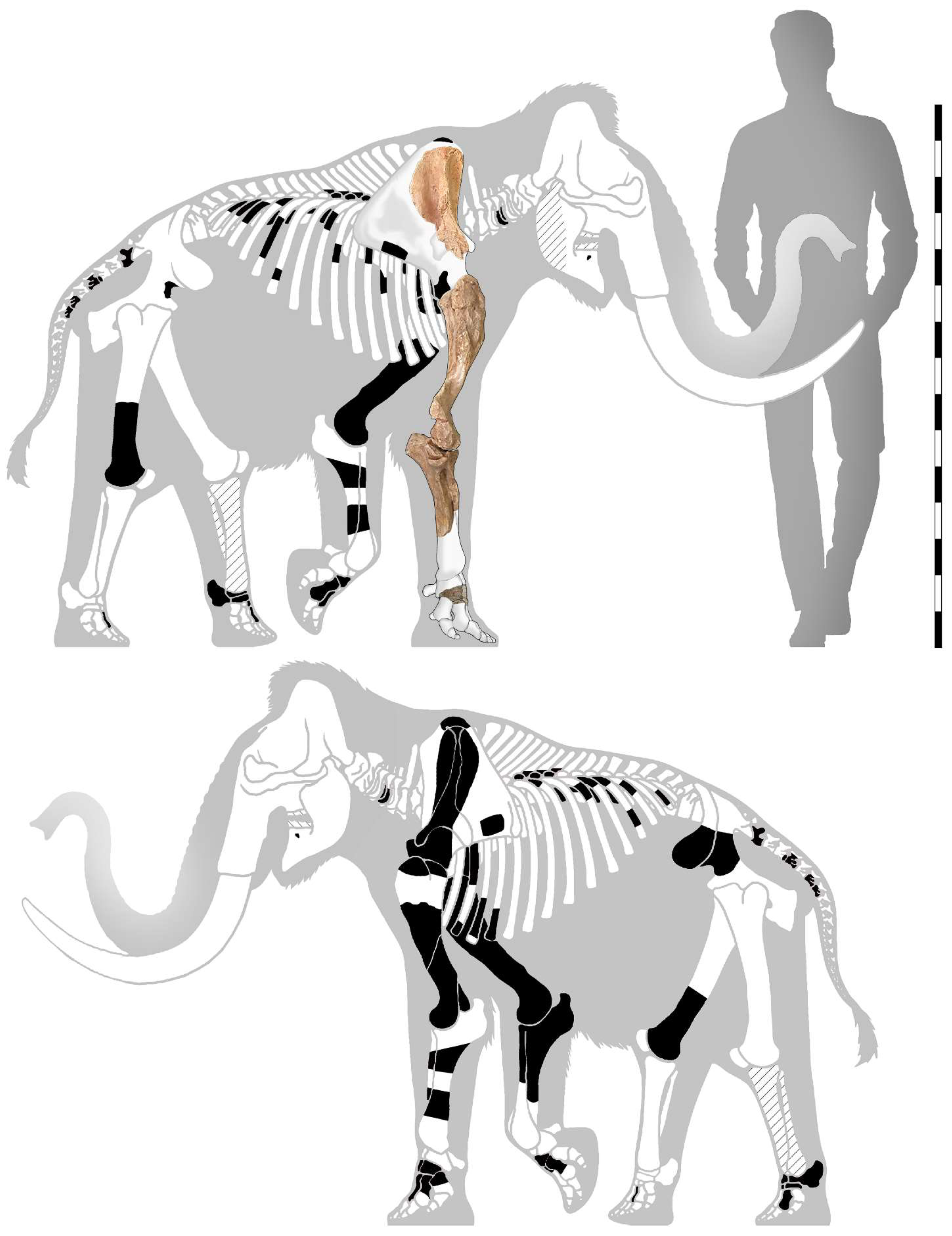
Lebend- und Größenrekonstruktion von Mammuthus lamarmorai

Mammuthus lamarmorai ist ein Vertreter der Mammute, die nahe mit dem Asiatischen Elefanten (Elephas maximus) verwandt sind. Das Auftreten dieser Mammutform bereits im späten Mittelpleistozän macht eine Abstammung vom klassischen Wollhaarmammut (Mammuthus primigenius) eher unwahrscheinlich, da dieses erst später sein erstes Auftreten in Europa hatte. Zu jener Zeit lebte lediglich das Steppenmammut (Mammuthus trogontherii) auf dem Kontinent. Dass es der Urahn von Mammuthus lamarmorai war, lässt auch die Form der Backenzähne mit ihren nur elf relativ dünnen Schmelzfalten annehmen, die damit auch deutlich archaischer als jene des Wollhaarmammuts erscheinen. Neben dem Kreta-Zwergmammut (Mammthus creticus) ist Mammthus lamarmorai die einzige bekannte verzwergte Mammutform auf den Inseln des Mittelmeers, die ansonsten von kleinwüchsigen Vertretern der Gattung Palaeoloxodon bewohnt waren.
Die Erstbeschreibung erfolgte 1883 durch Charles Immanuel Forsyth Major, der die Bezeichnung Elephas lamarmorae verwendete. Er veröffentlichte keinerlei Abbildungen, sah aber aufgrund von Ähnlichkeiten eine deutliche Verbindung zum Südelefanten (Mammuthus meridionalis), den er wiederum als Elephas meridionalis bezeichnete. Die Reste stammten aus dem Steinbruch Funtana Morimenta und werden heute im Naturhistorischen Museum Basel aufbewahrt, wohin sie Major persönlich verbrachte. Aufgrund neuer Zahnfunde aus der Mitte des 20. Jahrhunderts wurde die nahe Verbindung zu den Mammuten deutlich, weswegen sich die Bezeichnung Mammuthus lamarmorae durchsetzte. Aufgrund einer Anpassung an die Internationalen Regeln für die Zoologische Nomenklatur erfolgte im Jahr 2012 eine Abänderung in Mammuthus lamarmorai, der heute gültige Artname. Der Artname lamarmorai ehrt dabei den sardischen General und Naturforscher Alberto La Marmora (1789–1863), der bereits 1858 den Aufschluss Funtana Morimenta untersucht hatte.

## Stammesgeschichte
Der Ursprung von Mammuthus lamarmorai ist noch relativ unklar – die frühesten Funde stammen aus dem späten Abschnitt des Mittelpleistozäns, worauf ihre Assoziation mit dem Riesenhirsch Praemegaceros cazioti hinweist, und sind damit circa 450.000 Jahre alt. Eine Besiedlung Sardiniens durch das Steppenmammut sollte daher im Übergang vom Alt- zum Mittelpleistozän oder im frühen Mittelpleistozän erfolgt sein. Wahrscheinlich geschah dies während einer der pleistozänen Kaltzeiten, in denen der globale Meeresspiegel durch das in den kontinentalen Eisschilden gebundene Wasser deutlich niedriger war und die Tiere die Insel schwimmend erreichen konnten. Ob einzelne Mammutpopulationen nur einmal Sardinien erreichten, ist unklar, möglicherweise lässt der etwas größere Zahn von Campu Giavesu durchaus auch mehrere Migrationswellen möglich erscheinen, wie das bei Funden von verzwergten Formen der Gattung Elephas von den Mittelmeerinseln Sizilien und Malta ebenfalls nachgewiesen ist.